# قرقور، حماة
قرقور (به عربی: قرقور) یک روستا در سوریه است که در ناحیه زیاره واقع شده‌است. قرقور ۲٬۳۵۶ نفر جمعیت دارد.